# Horace Austin
Horace Austin, född 15 oktober 1831 i Canterbury, Connecticut, död 2 november 1905 i Minneapolis, Minnesota, var en amerikansk republikansk politiker. Han var Minnesotas guvernör 1870–1874.
Austin studerade juridik och inledde sin karriär som advokat i Saint Paul. Efter militärtjänstgöring i nordstatsarmén var Austin verksam som domare 1865–1869.
Austin efterträdde 1870 William Rainey Marshall som Minnesotas guvernör och efterträddes 1874 av Cushman K. Davis.
Austin avled 1905 på St. Barnabas-sjukhuset i Minneapolis och gravsattes på Oakland Cemetery i Saint Paul.